# Geheimnisvolle Tiefe
Geheimnisvolle Tiefe ist ein österreichischer Nachkriegsfilm mit Ilse Werner und Paul Hubschmid, in dem sich eine junge Frau zwischen einem idealistischen Höhlenforscher und einem reichen Industriellen nicht entscheiden kann.

## Handlung
Dr. Wittich ist ein passionierter Höhlenforscher, der mehr Zeit für seine Forschungen aufwendet als sich seiner Verlobten Cornelia zu widmen. Daher wendet sich diese dem reichen Industriellen Roy zu, den sie schließlich sogar heiratet. Doch ihr Herz gehört eigentlich dem Forscher und so zieht es sie wieder zu ihm zurück. Als sie schließlich gemeinsam in den Pyrenäen in ein Höhlensystem und dessen „geheimnisvolle Tiefen“ vordringen, kommen sie darin um.

## Hintergrund
Die Außenaufnahmen entstanden in der Dachstein-Rieseneishöhle und in der Hermannshöhle/Kirchberg am Wechsel. Als Atelier dienten die Rosenhügel-Filmstudios. Werner Schlichting und Isabella Ploberger schufen die Bauten, J.A. Hübler-Kahla und J.W. Beyer waren Produktionsleiter. Die Uraufführung erfolgte am 8. September 1949 in Wien. Der Film lief zuvor bereits am 19. August 1949 bei den Internationalen Filmfestspielen von Venedig.
Der Film galt nach seiner schlechten Rezeption lange als verschollen, dann wurden 1992 Kopien in der Cinémathèque française wiederentdeckt. Pabst nutzte als Regisseur die Wirkung der tiefen, bizarren Höhlen bewusst als Metapher, um die psychischen Abgründe und Geheimnisse der menschlichen Seele zu umschreiben.

## Kritiken
„Die gute Kameraführung kann das sich bedeutend gebende, triviale Schicksalsdrama nicht retten.“

Geheimnisvolle Tiefe sei ein Film mit offensichtlichen Schwächen: Kitsch und billiges Pathos, ein Dreigroschenstreit; er enthalte aber auch Bilder von geradezu verstörender Metaphorik, schrieb Thomas Brandlmeier in epd Film.